# Дискография Girls’ Generation — TTS
Girls’ Generation — TTS — первый официальный саб-юнит южнокорейской гёрл-группы Girls’ Generation, сформированный в 2012 году компанией SM Entertainment. В состав подгруппы вошли три участницы: Тхэён, Тиффани и Сохён.
Дебютный мини-альбом Twinkle, выпущенный в апреле 2012 года, стал одним из самых успешных релизов в Корее на момент своего выхода, в годовом чарте Gaon Album Chart он стал единственным релизом среди женских артистов, попавшим в первую десятку; продажи составили 144 222 копии. Релиз также занял вершину в World Albums Chart и Oricon Albums Chart, а одноимённый сингл стал хитом, разойдясь тиражом более чем в 2,5 миллиона цифровых копий.
В сентябре 2014 года был представлен второй мини-альбом Holler, который имел меньший успех по сравнению с дебютным, но всё равно стал одним из самых продаваемых альбомов в Корее в год выхода, а в годовом Gaon Album Chart занял 22 место, продажи составили 82 904 копии. Третий мини-альбом Dear Santa, выпущенный в декабре, по итогам года занял 42 место, продажи составили 60 456 копий.
Благодаря своему успеху в Корее, Girls’ Generation — TTS считаются одной из самых успешных подгрупп в истории, а также самой успешной подгруппой Girls’ Generation.

## Альбомы

### Мини-альбомы
| Название   | Информация об альбоме                                                                      | Позиции в чартах | Позиции в чартах | Позиции в чартах | Позиции в чартах | Позиции в чартах | Продажи                                    |
| Название   | Информация об альбоме                                                                      | KOR              | JPN              | US               | US World         | US Heat          | Продажи                                    |
| ---------- | ------------------------------------------------------------------------------------------ | ---------------- | ---------------- | ---------------- | ---------------- | ---------------- | ------------------------------------------ |
| Twinkle    | - Выпущен: 29 апреля 2012 года - Лейбл: SM Entertainment - Формат: CD, цифровая загрузка   | 1                | 6                | 126              | 1                | 2                | Республика Корея: 155,521 · Япония: 27,768 |
| Holler     | - Выпущен: 16 сентября 2014 года - Лейбл: SM Entertainment - Формат: CD, цифровая загрузка | 1                | 23               | —                | 1                | 11               | Республика Корея: 87,513 Япония: 12,758    |
| Dear Santa | - Выпущен: 4 декабря 2015 года - Лейбл: SM Entertainment - Формат: CD, цифровая загрузка   | 2                | 25               | —                | 4                | 14               | Республика Корея: 60,456 · Япония: 7,845   |

## Синглы
| Название              | Год  | Позиции в чартах | Позиции в чартах | Позиции в чартах | Продажи (цифровые)          | Альбом     |
| Название              | Год  | KOR Gaon         | KOR Hot 100      | US World         | Продажи (цифровые)          | Альбом     |
| --------------------- | ---- | ---------------- | ---------------- | ---------------- | --------------------------- | ---------- |
| «Twinkle»             | 2012 | 1                | 2                | 4                | Республика Корея: 2,528,880 | Twinkle    |
| «Whisper» (내가 네게) | 2014 | 4                | —                | —                | Республика Корея: 346,386   | Holler     |
| «Holler»              | 2014 | 3                | —                | 6                | Республика Корея: 466,694   | Holler     |
| «Dear Santa»          | 2015 | 7                | —                | 7                | Республика Корея: 486,713   | Dear Santa |

## Другие песни, попавшие в чарты
| Название                        | Год  | Позиция в чартах | Позиция в чартах | Альбом     |
| Название                        | Год  | KOR Gaon         | KOR Hot 100      | Альбом     |
| ------------------------------- | ---- | ---------------- | ---------------- | ---------- |
| «Baby Steps»                    | 2012 | 15               | 22               | Twinkle    |
| «OMG (Oh My God)»               | 2012 | 26               | 44               | Twinkle    |
| «Library»                       | 2012 | 33               | 75               | Twinkle    |
| «Goodbye, Hello» (안녕)         | 2012 | 32               | 59               | Twinkle    |
| «Love Sick» (처음이었죠)        | 2012 | 28               | 58               | Twinkle    |
| «Checkmate» (체크메이트)        | 2012 | 44               | 89               | Twinkle    |
| «Adrenaline» (아드레날린)       | 2014 | 42               | —                | Holler     |
| «Only U»                        | 2014 | 51               | —                | Holler     |
| «Stay»                          | 2014 | 69               | —                | Holler     |
| «Eyes»                          | 2014 | 75               | —                | Holler     |
| «Merry Christmas»               | 2015 | 29               | —                | Dear Santa |
| «Winter Story» (겨울을 닮은 너) | 2015 | 41               | —                | Dear Santa |
| «First Snow» (첫눈처럼)         | 2015 | 51               | —                | Dear Santa |
| «I Like the Way»                | 2015 | 57               | —                | Dear Santa |

## Видеоклипы
| Название                    | Год  | Режиссёр   |
| --------------------------- | ---- | ---------- |
| «Twinkle»                   | 2012 | Неизвестно |
| «OMG (Oh My God)»           | 2012 | Неизвестно |
| «Holler»                    | 2014 | Хон Вон Ки |
| «Dear Santa»                | 2015 | Неизвестно |
| «Dear Santa» (English ver.) | 2015 | Неизвестно |